# Lost and Found (dal)
A Lost and Found (magyarul: Elveszett és megtalált) a macedón Eye Cue együttes dala, mellyel Macedóniát képviselték a 2018-as Eurovíziós Dalfesztiválon Lisszabonban. Az együttest a macedón műsorsugárzó, az MRT kérte fel a szereplésre. A dalt 2018. március 11-én mutatták be nyilvánosan.

## Eurovíziós Dalfesztivál
A dalt az Eurovíziós Dalfesztiválon a május 8-i első elődöntőben adták elő, fellépési sorrendben tizenegyedikként a Bulgáriát képviselő Equinox Bones című dala után és a Horvátországot képviselő Franka Crazy című dala előtt. Az elődöntőben a tizennyolcadik, utolsó előtti helyen végeztek, így nem jutottak tovább a május 12-i döntőbe. Ez volt sorozatban a hatodik alkalom, hogy a Macedóniát képviselő dal nem jutott tovább a dalfesztivál döntőjébe.
A következő macedón induló (már Észak-Macedónia megnevezés alatt) Tamara Todevska Proud című dala volt a 2019-es Eurovíziós Dalfesztiválon.